# Parigi-Tours Espoirs 2017
La Parigi-Tours Espoirs 2017, settantacinquesima edizione della corsa, valida come evento dell'UCI Europe Tour 2017 categoria 1.2U, si svolse l'8 ottobre 2017 su un percorso di 187,5 km con partenza da Bonneval ed arrivo a Tours. Fu vinto dal belga Jasper Philipsen che terminò la gara in 4h09'44", alla media di 45,05 km/h, battendo i connazionali Milan Menten e terzo Gerben Thijssen.
Accreditati alla partenza 189 ciclisti, dei quali 188 presero il via e 161 completarono la gara.

## Squadre partecipanti
| N.      | Cod. | Squadra                      |
| ------- | ---- | ---------------------------- |
| 1-6     |      | Team U Nantes Atlantique     |
| 11-16   |      | Team Pays de Dinan           |
| 21-26   |      | Lotto-Soudal U23             |
| 31-36   | AAS  | Ago-Aqua Service             |
| 41-46   |      | BMC Development Team         |
| 51-56   |      | VL Technics-Experza-Abutriek |
| 61-66   |      | VC Rouen 76                  |
| 71-76   | DSU  | Development Team Sunweb      |
| 81-86   |      | Team Wallonie Espoirs-FCWB   |
| 91-96   |      | C.C. Etupes                  |
| 101-106 |      | Chambéry Cyclisme Formation  |
| 111-116 |      | Vendée U                     |
| 121-126 |      | Côtes d'Armor-Marie Morin    |
| 131-136 | SEG  | Seg Racing Academy           |
| 141-146 |      | Océane Top 16                |
| 151-156 |      | SCO Dijon-Material-velo.com  |
| 161-166 |      | Île-de-France                |

| N.      | Cod. | Squadra                         |
| ------- | ---- | ------------------------------- |
| 171-176 |      | Hauts de France                 |
| 181-186 |      | Union Raiffeisen Radteam Tirol  |
| 191-196 |      | GSC Blagnac Vélo Sport 31       |
| 201-206 |      | Probikeshop Saint-Étienne Loire |
| 211-216 |      | EFC-L&R-Vulsteke                |
| 221-226 |      | Creuse Oxygène Guéret           |
| 231-236 |      | Sojasun Espoir-ACNC             |
| 241-246 |      | Limousin-Aquitaine              |
| 251-256 |      | CR4C Roanne                     |
| 261-266 |      | Team Roth-Akros Devo            |
| 271-276 |      | V.C. Pays de Loudéac            |
| 281-286 | PCW  | T.Palm-Pôle Continental Wallon  |
| 291-296 | UXT  | Uno-X Hydrogen Dev. Team        |
| 301-306 | LKH  | Team Lotto-Kern Haus            |
| 311-316 | MET  | Metec-TKH                       |
| 321-326 |      | Home Solutions-Anmapa-Soenens   |

## Ordine d'arrivo (Top 10)
| Pos. | Corridore            | Squadra      | Tempo    |
| ---- | -------------------- | ------------ | -------- |
| 1    | Jasper Philipsen     | BMC Devel.   | 4h09'44" |
| 2    | Milan Menten         | Lotto U23    | s.t.     |
| 3    | Gerben Thijssen      | Lotto U23    | s.t.     |
| 4    | Hartthijs De Vries   | SEG Racing   | s.t.     |
| 5    | Anthony Jullien      | Hauts de Fr. | s.t.     |
| 6    | Julien Mortier       | Ago-Aqua S.  | s.t.     |
| 7    | Max Kanter           | Dev. Sunweb  | s.t.     |
| 8    | Stylianós Farantákis | Sojasun      | s.t.     |
| 9    | Brecht Stas          | Home Sol.    | s.t.     |
| 10   | Jan Maas             | SEG Racing   | s.t.     |